# Капель (хімія)
Капель (нім. Capelle, від лат. capella) — у хімії пориста чашечка з товстими стінками, вироблена, за допомогою стиснення, з кістяної золи; вбирає в себе розплавлені оксиди, особливо оксид свинцю.

## Опис
Капель відома з давніх-давен. Наводимо уривок з праці Георга Агріколи De Re Metallica (1556 р.), який саме присвячений опису капелі часів пізнього Середньовіччя:
| Місцеві гірники здебільшого виготовляють капелі з букової золи. ...золу вони обприскують пивом і водою, щоб вона володіла більшою силою зчеплення, і товчуть в ступі. Потім її змішують із золою від черепних кісток чотириногих тварин або від риб'ячих кісток і знову товчуть. Чим більше золу розтирають, тим вона стає для даної потреби кращою. Деякі ще розтирають в порошок цеглу і, просіюючи його крізь сито, посипають цим порошком букову золу. Бо такий порошок не дає свинцевому блиску, що роз'їдає капелі, поглинати золото або срібло. Для попередження цього явища інші змочують золу яєчним білком і, висушивши на сонці, знову товчуть її, особливо якщо вони хочуть у капелях з неї випробувати руду на мідь або на залізо. А інші кілька разів змочують золу молоком, сушать і товчуть у ступі і лише після цього роблять з неї капелі. ...Але ще набагато краще капелі виходять із суміші рівних частин золи від шкіряних залишків, від овечих або телячих черепних кісток і від оленячих рогів. Однак найдобротніші капелі отримують із золи від одних лише спалених оленячих рогів, оскільки вони в силу своєї особливої сухості найменше вбирають у себе пробірні метали. |